# Pentacros margaritatus
Genre
Espèce
Pentacros margaritatus, unique représentant du genre Pentacros, est une espèce d'opilions laniatores de la famille des Podoctidae.

## Distribution
Cette espèce est endémique de Waigeo en Nouvelle-Guinée occidentale en Indonésie.

## Description
Le mâle syntype mesure 4 mm.

## Publication originale
- Roewer, 1949 : « Über Phalangodidae II. Weitere Weberknechte XIV. » Senckenbergiana, vol. 30, p. 247–289.